# Ann Kristin Flatland
Ann Kristin Flatland (n. 6 noiembrie 1982, Oslo, Norvegia) este o biatlonistă ce a reprezentat Norvegia, medaliată olimpică. A participat la 2 ediții ale Jocurilor Olimpice (2010, 2014) în care a câștigat o medalie de bronz.